# John LeClair
John Clark LeClair (* 5. července 1969, St. Albans, Vermont) je bývalý americký profesionální hokejista, který odehrál 16 sezón v National Hockey League (NHL) za Montreal Canadiens, Philadelphii Flyers a Pittsburgh Penguins. V dresu Flyers se LeClair stal prvním Američanem, který nastřílel 50 branek ve třech po sobě jdoucích sezónách NHL. Společně s Ericem Lindrosem a Mikaelem Renbergem vytvořil slavný útok, kterému se přezdívalo Legie zkázy. V roce 1993, ještě v dresu Montrealu Canadiens, se LeClair stal vítězem Stanley Cupu.

## Dětství
John LeClair se narodil 5. července 1969 v St. Albans ve státu Vermont, ve městě blízko kanadské hranice. Jeho otec Butch vedl obchod s malířskými potřebami, matka Beverly pracovala jako zdravotní sestra na chirurgii. Má tři starší sestry, Mary Kay, Nancy a Susan, a mladšího bratra Josepha.
Ačkoliv LeClairův otec Butch hokeji rozuměl, sám nikdy aktivně nesportoval. Až do roku 1960 se v oblasti St. Albans organizovaný hokej vůbec nehrál. Návzdory tomu mladého Johna hokej zaujal a v šesti letech poprosil otce o první brusle. Butch vzpomíná, jak děti v této oblasti tehdy hrály hokej:
„Zpočátku hráli ve starém železničním skladu. Ale potom je podpořila spousta lidí a byla postavena Coote Field Arena. Byla to jen plechová bouda s obědovým barem a starým traktorem, který se používal na úpravu ledu. Bylo to trochu primitivní, ale fungovalo to dobře. Hrál se tu slušný hokej.“
Richard Benoit, otec Johnova přítele Jeremyho, vytvořil domácí kluziště pro děti u nich na dvorku tak, že v zimě zaplavil volejbalové hřiště. Benoit přidal desky kolem okraje a nainstaloval osvětlení, aby si mohli hrát i večer. Byla tam také bouda s ohřívačem, kde se mohly děti v případě potřeby ohřát.

## Roky na střední a vysoké škole
Když John LeClair nastoupil do prvního ročníku na Bellows Free Academy, nebyl ještě dost konkurenceschopný, aby se dostal do středoškolského týmu. Hrál proto jen v místních soutěžích. V druhém ročníku se už do týmu dostal a získal si pozornost. „Nahodili jsme puk do pásma (během střídání útoků), a tam někde byl John, v rohu na kolenou a rukách, pět proti jednomu, ale on stejně vždycky nějak dostal puk z rohu,“ vzpomíná Luke Cioffi, Johnův spoluhráč a přítel z dětství.
Mladý LeClair brzy upoutal pozornost. Univerzitní skauti si ho začali všímat, když se jako junior zúčastnil Hockey Night in Boston, výkladní skříně pro mladé talenty. LeClair se rozhodl usilovat o vysokou školu a byl přijat na University of Vermont (UVM). Ve Vermontu jeho kariéru přibrzdila zranění. Za celý druhý a třetí ročník nastoupil pouze do 28 zápasů. V závěrečném ročníku promeškal první měsíc kvůli meningitidě, ale sezónu dokončil silný, s 25 brankami a 20 asistencemi v pouhých 33 zápasech.

## Hráčská kariéra

### Montreal Canadiens
LeClair byl draftován týmem Montreal Canadiens jako 33. během vstupního draftu NHL v roce 1987 krátce poté, co absolvoval střední školu Bellows Free Academy v St. Albans ve státu Vermont. LeClair byl jedním z nejvýše draftovaných hokejistů z Nové Anglie, ale odložil své aspirace na kariéru v NHL a nastoupil na University of Vermont, kde získal plné stipendium. Smlouvu s Canadiens podepsal po skončení svého posledního univerzitního zápasu a první branku v NHL vstřelil ani ne o týden později ve svém prvním zápase v této soutěži. Jako hráč Canadiens si LeClair připsal vítězství ve Stanley Cupu v roce 1993, kdy během finálové série vstřelil dva vítězné góly v prodloužení.

### Philadelphia Flyers a Legie zkázy
9. února 1995 Montreal ve snaze zachránit neúspěšnou sezónu trejduje Johna LeClaira, Éric Desjardinse a Gilberta Dionna do Philadelphie Flyers výměnou za Marka Recchiho a právo Flyers na volbu ve 3. kole draftu 1995 (Martin Hohenberger). LeClair ihned navázal úspěšnou spolupráci s novým spoluhráčem Ericem Lindrosem a rychle se stal jedním z nejobávanějších střelců NHL.
Za Flyers hrál na levém křídle slavného útoku nazvaného „Legie zkázy“, s Lindrosem na centru a Mikaelem Renbergem na pravém křídle. Tohle trio nebylo efektivní jen při skórování branek, ale také svou dominantní fyzickou přítomností na ledě. V roce 1998 se LeClair stal prvním americkým hráčem v NHL, který dokázal nastřílet 50 nebo více branek ve třech po sobě jdoucích sezónách. V dresu Flyers se stal druhým hráčem, kterému se něco takového podařilo, po Timu Kerrovi, který zářil v dresu Flyers v 80. letech. Po sezóně 1997–98 LeClair přidal ještě dvě další úspěšné čtyřicetibrankové sezóny.
LeClair odehrál za Flyers 10 sezón a stal se jedním z nejproduktivnějších hráčů v celé historii klubu, nastřílel 333 branek v základní části (5. místo mezi střelci Flyers všech dob) a dalších 35 v playoff.

### Pittsburgh Penguins

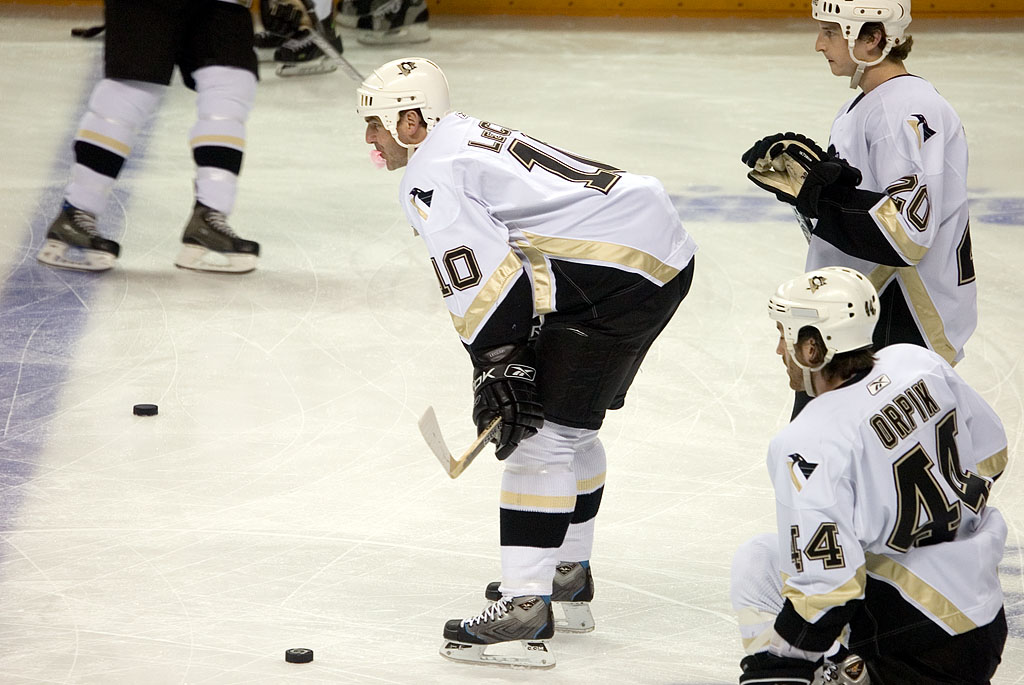
LeClair v dresu Pittsburgh Penguins během sezóny 2006–07

23. července 2005, v důsledku nové kolektivní smlouvy, která v NHL zavedla platový strop, se cesty Philadelphie Flyers a jejich dlouholetého zástupce kapitána rozešly. Klub vykoupil zbývající kontrakty Johna LeClaira a jeho spoluhráče Tony Amonteho, aby si vytvořil prostor pod platovým stropem. Spekulovalo se, že o LeClaira mají zájem Boston Bruins a Toronto Maple Leafs. Místo toho ale John LeClair 15. srpna 2005 podepsal novou dvouletou smlouvu s Pittsburgh Penguins. LeClair měl v Pittsburghu poměrně úspěšnou sezónu 2005–06, dokončil ji jako třetí nejlepší střelec týmu, překonal hranici 400 nastřílených branek a byla to už jeho devátá sezóna s 50 nebo více body. V úvodu sezóny 2006–07 šla ale jeho forma rychle dolů a 6. prosince 2006 jej Penguins propouštějí ze svých služeb.

## Další informace
LeClair je prezidentem John LeClair Foundation, která uděluje granty neziskovým organizacím, které ve Vermontu zajišťují programy pro děti. V současné době dělí svůj čas mezi Haverford v Pensylvánii a své rodné město St Albans ve Vermontu. LeClair byl v roce 2009 uveden do Hokejové síně slávy Spojených států, do Sportovní síně slávy státu Vermont v roce 2012 a do Síně slávy Philadelphie Flyers v roce 2014.

## Trofeje a ocenění

### Vysoká škola
| Trofej                          | Rok     |
| ------------------------------- | ------- |
| All-ECAC Hockey All-Rookie Team | 1987–88 |
| All-ECAC Hockey Second Team     | 1990–91 |

### Mezinárodní hokej
| Trofej                                           | Rok  |
| ------------------------------------------------ | ---- |
| Světový pohár, All-Star Team                     | 1996 |
| Olympijský turnaj v ledním hokeji, All-Star Team | 2002 |

### Profesionální kariéra
| Trofej                          | Rok                          |
| ------------------------------- | ---------------------------- |
| Vítěz Stanley Cupu              | 1993                         |
| Pelle Lindbergh Memorial Trophy | 1995                         |
| NHL First All-Star Team         | 1995, 1998                   |
| NHL Second All-Star Team        | 1996, 1997, 1999             |
| Bobby Clarke Trophy             | 1997, 1998                   |
| NHL Plus/Minus Award            | 1997, 1999                   |
| NHL All-Star                    | 1996, 1997, 1998, 1999, 2000 |

## Prvenství
- Debut v NHL – 9. března 1991 (Montreal Canadiens proti Vancouver Canucks)
- První gól v NHL – 9. března 1991 (Montreal Canadiens proti Vancouver Canucks, kanadskému brankáři Troy Gamble)
- První asistence v NHL – 14. března 1991 (Boston Bruins proti Montreal Canadiens)
- První hattrick v NHL – 14. února 1995 (Tampa Bay Lightning proti Philadelphia Flyers)

## Klubové statistiky
| Sezóna       | Klub                  | Soutěž       |     | Základní část | Základní část | Základní část | Základní část | Základní část |    | Play off | Play off | Play off | Play off | Play off |
| Sezóna       | Klub                  | Soutěž       | Z   | G             | A             | B             | TM            | Z             | G  | A        | B        | TM       |          |          |
| 1985–86      | Bellows Free Academy  | HS-VT        | 22  | 41            | 28            | 69            | 14            | —             | —  | —        | —        | —        |          |          |
| 1986–87      | Bellows Free Academy  | HS-VT        | 23  | 44            | 40            | 84            | 14            | —             | —  | —        | —        | —        |          |          |
| 1987–88      | University of Vermont | ECAC         | 31  | 12            | 22            | 34            | 62            | —             | —  | —        | —        | —        |          |          |
| 1988–89      | University of Vermont | ECAC         | 18  | 9             | 12            | 21            | 40            | —             | —  | —        | —        | —        |          |          |
| 1989–90      | University of Vermont | ECAC         | 10  | 10            | 6             | 16            | 38            | —             | —  | —        | —        | —        |          |          |
| 1990–91      | University of Vermont | ECAC         | 33  | 25            | 20            | 45            | 58            | —             | —  | —        | —        | —        |          |          |
| 1990–91      | Montreal Canadiens    | NHL          | 10  | 2             | 5             | 7             | 2             | 3             | 0  | 0        | 0        | 0        |          |          |
| 1991–92      | Montreal Canadiens    | NHL          | 59  | 8             | 11            | 19            | 14            | 8             | 1  | 1        | 2        | 4        |          |          |
| 1991–92      | Fredericton Canadiens | AHL          | 8   | 7             | 7             | 14            | 10            | 2             | 0  | 0        | 0        | 4        |          |          |
| 1992–93      | Montreal Canadiens    | NHL          | 72  | 19            | 25            | 44            | 33            | 20            | 4  | 6        | 10       | 14       |          |          |
| 1993–94      | Montreal Canadiens    | NHL          | 74  | 19            | 24            | 43            | 32            | 7             | 2  | 1        | 3        | 8        |          |          |
| 1994–95      | Montreal Canadiens    | NHL          | 9   | 1             | 4             | 5             | 10            | —             | —  | —        | —        | —        |          |          |
| 1994–95      | Philadelphia Flyers   | NHL          | 37  | 25            | 24            | 49            | 20            | 15            | 5  | 7        | 12       | 4        |          |          |
| 1995–96      | Philadelphia Flyers   | NHL          | 82  | 51            | 46            | 97            | 64            | 11            | 6  | 5        | 11       | 6        |          |          |
| 1996–97      | Philadelphia Flyers   | NHL          | 82  | 50            | 47            | 97            | 58            | 19            | 9  | 12       | 21       | 10       |          |          |
| 1997–98      | Philadelphia Flyers   | NHL          | 82  | 51            | 36            | 87            | 32            | 5             | 1  | 1        | 2        | 8        |          |          |
| 1998–99      | Philadelphia Flyers   | NHL          | 76  | 43            | 47            | 90            | 30            | 6             | 3  | 0        | 3        | 12       |          |          |
| 1999–00      | Philadelphia Flyers   | NHL          | 82  | 40            | 37            | 77            | 36            | 18            | 6  | 7        | 13       | 6        |          |          |
| 2000–01      | Philadelphia Flyers   | NHL          | 16  | 7             | 5             | 12            | 0             | 6             | 1  | 2        | 3        | 2        |          |          |
| 2001–02      | Philadelphia Flyers   | NHL          | 82  | 25            | 26            | 51            | 30            | 5             | 0  | 0        | 0        | 2        |          |          |
| 2002–03      | Philadelphia Flyers   | NHL          | 35  | 18            | 10            | 28            | 16            | 13            | 2  | 3        | 5        | 10       |          |          |
| 2003–04      | Philadelphia Flyers   | NHL          | 75  | 23            | 32            | 55            | 51            | 18            | 2  | 2        | 4        | 8        |          |          |
| 2005–06      | Pittsburgh Penguins   | NHL          | 73  | 22            | 29            | 51            | 61            | —             | —  | —        | —        | —        |          |          |
| 2006–07      | Pittsburgh Penguins   | NHL          | 21  | 2             | 5             | 7             | 12            | —             | —  | —        | —        | —        |          |          |
| Celkem v NHL | Celkem v NHL          | Celkem v NHL | 967 | 406           | 413           | 819           | 501           | 154           | 42 | 47       | 89       | 94       |          |          |

## Reprezentace
| Rok                       | Tým                       | Soutěž                    | Z  | G  | A | B  | TM |
| ------------------------- | ------------------------- | ------------------------- | -- | -- | - | -- | -- |
| 1988                      | USA 20                    | MSJ                       | 7  | 4  | 2 | 6  | 12 |
| 1989                      | USA 20                    | MSJ                       | 7  | 6  | 4 | 10 | 12 |
| 1996                      | USA                       | SP                        | 7  | 6  | 4 | 10 | 6  |
| 1998                      | USA                       | OH                        | 4  | 0  | 1 | 1  | 0  |
| 2002                      | USA                       | OH                        | 6  | 6  | 1 | 7  | 2  |
| Juniorská kariéra celkově | Juniorská kariéra celkově | Juniorská kariéra celkově | 14 | 10 | 6 | 16 | 24 |
| Seniorská kariéra celkově | Seniorská kariéra celkově | Seniorská kariéra celkově | 17 | 12 | 6 | 18 | 8  |